# Kai (ca sĩ)
Kim Jong-in (Hangul: 김종인, sinh ngày 14 tháng 1 năm 1994), thường được biết đến với nghệ danh Kai, là một ca sĩ, người mẫu, vũ công kiêm diễn viên Hàn Quốc, thành viên nhóm nhạc nam Hàn-Trung Quốc EXO và nhóm nhạc đặc biệt SuperM do SM Entertainment thành lập và quản lý. Anh thường được đánh giá là thần tượng K-pop có kỹ năng vũ đạo tốt nhất. Kai ra mắt với tư cách ca sĩ solo vào tháng 11 năm 2020 với mini-album đầu tay Kai (开).

## Tiểu sử
Kai sinh ngày 14 tháng 1 năm 1994 tại thành phố Suncheon, tỉnh Jeolla Nam, Hàn Quốc. Anh bắt đầu tập nhảy jazz và ba lê từ khi mới 8 tuổi. Sau khi xem vở ba lê Kẹp Hạt Dẻ khi đang học lớp 4, anh bắt đầu theo học bộ môn này. Kai trở thành thực tập sinh của SM Entertainment sau khi giành chiến thắng tại cuộc thi SM Youth Best Contest lần thứ 10 (2007). Kai cho biết nhóm nhạc Shinhwa là nguồn cảm hứng khiến anh quyết định trở thành ca sĩ. Anh tốt nghiệp trường Trung học Biểu diễn và Nghệ thuật Seoul vào tháng 2 năm 2012.

## Sự nghiệp

### 2012–2019: Khởi đầu sự nghiệp
Kai là thành viên đầu tiên của EXO được giới thiệu với công chúng trong một đoạn video teaser được ra mắt vào ngày 23 tháng 12 năm 2011. Trước khi chính thức ra mắt, anh có một màn biểu diễn cùng với các thành viên cùng nhóm Luhan, Chen và Tao bên cạnh các nghệ sĩ khác của SM Entertainment tại SBS Gayo Daejeon vào ngày 29 tháng 12 năm 2011. Anh sau đó ra mắt công chúng cùng EXO vào ngày 8 tháng 4 năm 2012. Tháng 10 năm 2012, Kai tham gia vào nhóm nhạc đặc biệt Younique Unit cùng với thành viên cùng nhóm Luhan cũng như một số nghệ sĩ cùng công ty khác. Nhóm phát hành bài hát Maxstep vào ngày 31 tháng 10. Sau đó vào tháng 12, Kai tiếp tục tham gia vào SM the Performance, một nhóm nhạc đặc biệt khác của SM Entertainment, cùng với thành viên cùng nhóm Lay. Nhóm phát hành bài hát Spectrum vào ngày 31 tháng 12.
Tháng 8 năm 2014, Kai góp mặt trong bài hát Pretty Boy nằm trong mini-album đầu tay Ace của Taemin, nghệ sĩ cùng công ty và thành viên nhóm nhạc nam SHINee. Họ biểu diễn bài hát cùng nhau trong chương trình âm nhạc M! Countdown vào ngày 21 tháng 8 năm 2014. Tháng 1 năm 2016, Kai bắt đầu sự nghiệp diễn xuất với vai nam chính Kim Eun-haeng trong web drama Choco Bank. Tháng 12 năm 2016, anh thủ vai nam chính trong hai tập của web drama First Seven Kisses do Lotte sản xuất.
Vào tháng 1 năm 2017, Kai được thông báo sẽ đóng vai chính trong phim truyền hình Andante của đài KBS, đóng vai một học sinh trung học. Tháng 2 năm 2017, anh được mời tham gia bộ phim truyền hình mới của Nhật Bản Spring Has Come dựa trên cuốn tiểu thuyết cùng tên của Nhật Bản. Bộ phim đánh dấu lần đầu tiên một diễn viên không phải người Nhật đóng vai chính trong một bộ phim do đài phát thanh WOWOW sản xuất. Tháng 12 năm 2017, Kai được chọn làm người mẫu ảnh bìa cho số báo tháng 12 của The Big Issue, đây là một tạp chí dùng lợi nhuận để giúp đỡ người vô gia cư. Tạp chí đã bán được 20.000 bản trong vòng hai ngày đầu tiên, và cho đến nay, đã có 28.000 bản được bán ra, với số lượng bản sao được bán nhiều nhất kể từ khi tạp chí bắt đầu vào tháng 7 năm 2010. Năm 2018, Kai nhận vai diễn trong phim Miracle That We Met của đài KBS.
Tháng 8 năm 2019, Kai trở thành thành viên của SuperM, một nhóm nhạc đặc biệt hoạt động tại thị trường Mỹ do SM Entertainment và Capitol Records hợp tác thành lập. Nhóm ra mắt công chúng với mini-album đầu tay SuperM vào ngày 4 tháng 10 năm 2019.

### 2020–nay: Ra mắt với tư cách ca sĩ solo
Ngày 30 tháng 11 năm 2020, Kai ra mắt với tư cách ca sĩ solo với mini-album đầu tay Kai (开). Album đạt vị trí thứ 3 trên bảng xếp hạng Gaon Album Chart. Ngày 30 tháng 11 năm 2021, anh phát hành mini-album thứ hai Peaches bao gồm đĩa đơn cùng tên. Album  đạt vị trí thứ 2 trên bảng xếp hạng Gaon Album Chart.

## Đời tư
Ngày 1 tháng 4 năm 2016, Kai và Krystal, thành viên nhóm nhạc nữ cùng công ty f(x), được SM Entertainment xác nhận là đang trong một mối quan hệ tình cảm.
Vào ngày 1 tháng 6 năm 2017, SM Entertainment xác nhận hai người đã chia tay do lịch trình làm việc bận rộn và họ muốn tập trung vào sự nghiệp của mình hơn.
Vào ngày 1 tháng 1 năm 2019, Dispatch tung bằng chứng cho thấy Jennie và Kai (EXO) xác nhận đang trong mối quan hệ tình cảm. Công ty chủ quản của Kai là SM Entertainment đã lên tiếng xác nhận rằng cả hai đang hẹn hò. Đến cuối ngày hôm đó, công ty chủ quản của Jennie, thành viên Blackpink là YG Entertainment cũng đã lên tiếng xác nhận bằng lời đồng ý với công ty SM.
Ngày 26 tháng 1 năm 2019, cặp đôi đã chính thức đường ai nấy đi sau hơn 4 tháng hẹn hò với lí do muốn tập trung vào sự nghiệp hơn. Sự việc đã được phía SM Entertainment xác nhận.

## Danh sách đĩa nhạc

### Mini-album
| Tên      | Thông tin chi tiết                                                                                   | Thứ hạng cao nhất | Thứ hạng cao nhất | Thứ hạng cao nhất | Doanh số                   | Chứng nhận       |
| Tên      | Thông tin chi tiết                                                                                   | HQ                | NB                | Mỹ World          | Doanh số                   | Chứng nhận       |
| -------- | --- | ----------------- | ----------------- | ----------------- | -------------------------- | ---------------- |
| Kai (开) | - Ngày phát hành: 30 tháng 11 năm 2020 - Hãng đĩa: SM Entertainment - Định dạng: CD, nhạc số, stream | 3                 | 7                 | 11                | - HQ: 359.563 - TQ: 97.290 | - KMCA: Bạch kim |
| Peaches  | - Ngày phát hành: 30 tháng 11 năm 2021 - Hãng đĩa: SM Entertainment - Định dạng: CD, nhạc số, stream | 2                 | —                 | —                 | - HQ: 265.201              | - KMCA: Bạch kim |

### Bài hát
| Bài hát                                                                                     | Năm  | Thứ hạng cao nhất | Thứ hạng cao nhất | Thứ hạng cao nhất | Doanh số (tải về) | Album                              |
| Bài hát                                                                                     | Năm  | HQ Gaon           | HQ Hot 100        | Mỹ World          | Doanh số (tải về) | Album                              |
| ------------------------------------------------------------------------------------------- | ---- | ----------------- | ----------------- | ----------------- | ----------------- | ---------------------------------- |
| "Deep Breath"                                                                               | 2014 | —                 | —                 | —                 | - HQ: 12.485      | Exology Chapter 1: The Lost Planet |
| "I See You"                                                                                 | 2019 | —                 | —                 | —                 | —                 | EXO PLANET #4 – The EℓyXiOn [dot]  |
| "Mmmh" (음)                                                                                 | 2020 | 26                | 92                | 15                | —                 | Kai                                |
| "Peaches"                                                                                   | 2021 | 73                | —                 | —                 | —                 | Peaches                            |
| Cộng tác                                                                                    |      |                   |                   |                   |                   |                                    |
| "Maxstep" (với Younique Unit)                                                               | 2012 | —                 | —                 | —                 | —                 | PYL Younique Volume 1              |
| "Spectrum" (với SM the Performance)                                                         | 2012 | —                 | —                 | —                 | —                 | Đĩa đơn không nằm trong album      |
| Với tư cách khách mời                                                                       |      |                   |                   |                   |                   |                                    |
| "Pretty Boy" (Taemin hợp tác với Kai)                                                       | 2015 | 33                | —                 | 15                | - HQ: 53.588+     | Ace                                |
| "—" cho biết bài hát không lọt vào bảng xếp hạng hoặc không được phát hành tại khu vực này. |      |                   |                   |                   |                   |                                    |

## Danh sách phim

### Phim truyền hình
| Năm  | Phim                 | Kênh          | Vai           | Ghi chú                         |
| ---- | -------------------- | ------------- | ------------- | ------------------------------- |
| 2012 | To the Beautiful You | SBS           | Chính mình    | Khách mời cùng với EXO-K; tập 2 |
| 2015 | EXO Next Door        | Naver TV Cast | Kai           | Vai phụ                         |
| 2016 | Choco Bank           | Naver TV Cast | Kim Eun-haeng | Vai chính                       |
| 2016 | First Seven Kisses   | Naver TV Cast | Kai           | Vai chính                       |
| 2017 | Andante              | KBS           | Lee Shi-kyung | Vai chính                       |
| 2018 | Spring Has Come      | WOWOW         | Lee Ji Won    | Vai chính                       |
| 2018 | Miracle that we met  | KBS           | Ato           | Vai phụ                         |

### Chương trình truyền hình
| Năm     | Chương trình      | Kênh        | Vai trò   | Ghi chú                                                 |
| ------- | ----------------- | ----------- | --------- | ------------------------------------------------------- |
| 2012-14 | Happy Camp        | Hồ Nam TV   | Khách mời | Cùng với EXO                                            |
| 2013    | Dancing9          | Mnet        | Khách mời | Cùng với Lay                                            |
| 2013-14 | EXO's Showtime    | MBC Every 1 |           | Cùng với EXO                                            |
| 2013-14 | XOXO EXO          | Mnet        |           | Cùng với EXO                                            |
| 2013-14 | EXO 90:2014       | Mnet        |           | Cùng với EXO                                            |
| 2013-14 | Weekly Idol       | MBC every1  | Khách mời | cùng với EXO; tập 103, 108                              |
| 2013-14 | Running Man       | SBS         | Khách mời | cùng với EXO tập 171, 172; Khách mời cùng Sehun tập 210 |
| 2015    | Oh! My Baby       | SBS         | Khách mời |                                                         |
| 2021    | Sixth Sense mùa 2 | tvN         | Khách mời | Tập 3                                                   |

### Video âm nhạc
| Năm  | Bài hát              | Nghệ sĩ               | Ghi chú   |
| ---- | -------------------- | --------------------- | --------- |
| 2008 | "HaHaHa Song"        | TVXQ                  | Khách mời |
| 2012 | "Twinkle"            | Girls' Generation-TTS | Khách mời |
| 2012 | "Maxstep"            | Younique Unit         |           |
| 2014 | "In Summer" (remake) | DEUX                  | Khách mời |

## Giải thưởng và đề cử
| Năm  | Giải thưởng                       | Hạng mục                          | Đề cử cho                              | Kết quả   | Chú thích |
| ---- | --------------------------------- | --------------------------------- | -------------------------------------- | --------- | --------- |
| 2021 | Asian Pop Music Awards            | Best Male Artist (Overseas)       | Kai (开)                               | Đoạt giải | [ 29 ]    |
| 2021 | Asian Pop Music Awards            | People's Choice Award (Overseas)  | Kai (开)                               | Đoạt giải | [ 29 ]    |
| 2021 | Asian Pop Music Awards            | Best Dance Performance (Overseas) | "Mmmh"                                 | Đề cử     | [ 30 ]    |
| 2020 | Golden Disc Awards                | Disc Bonsang                      | Kai (开)                               | Đề cử     | [ 31 ]    |
| 2018 | KBS Drama Awards                  | Best New Actor                    | The Miracle We Met                     | Đề cử     | [ 32 ]    |
| 2018 | KBS Drama Awards                  | Best Couple Award                 | Kai (với Ra Mi-ran) The Miracle We Met | Đề cử     | [ 32 ]    |
| 2018 | StarHub Night of Stars            | Favourite Korean Drama Character  | Andante                                | Đoạt giải | [ 33 ]    |
| 2022 | Giải thưởng truyền hình Rồng Xanh | Nam nghệ sĩ giải trí tân binh     | Kai (New World)                        | Đoạt giải | [ 34 ]    |

### Chương trình âm nhạc

#### Music Bank
| Năm  | Ngày       | Bài hát | Điểm |
| ---- | ---------- | ------- | ---- |
| 2023 | 24 tháng 3 | "Rover" | 8161 |

#### Show! Music Core
| Năm  | Ngày       | Bài hát | Điểm |
| ---- | ---------- | ------- | ---- |
| 2023 | 25 tháng 3 | "Rover" | 5952 |